# Ripe San Ginesio
Ripe San Ginesio är en ort och kommun i provinsen Macerata i regionen Marche i Italien. Kommunen hade 837 invånare (2018).